# Programme Voyager

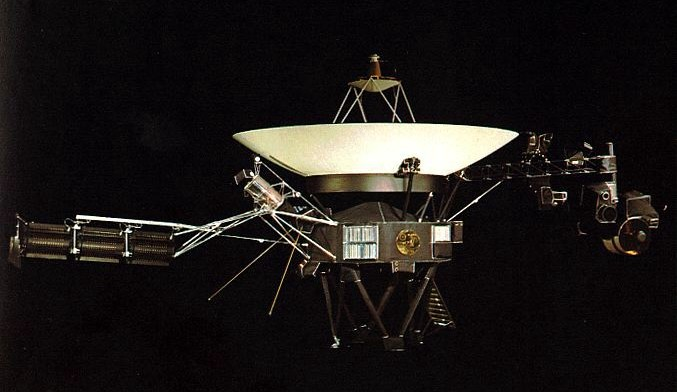
La sonde Voyager 2.

Le programme Voyager est un programme d'exploration robotique de l'agence spatiale américaine (NASA), dont l'objectif est d'étudier les planètes extérieures du Système solaire. Il comprend deux sondes spatiales identiques, Voyager 1 et Voyager 2, qui sont lancées en 1977 et survolent les planètes Jupiter, Saturne, Uranus et Neptune ainsi que 48 de leurs satellites. Les données collectées par les neuf instruments portés par chaque sonde en font sans doute la mission d'exploration scientifique du Système solaire la plus fructueuse de toute l'histoire spatiale. Les sondes Voyager sont les premières à survoler Uranus et Neptune, et les deuxièmes à étudier Jupiter et Saturne après les sondes Pioneer 10 et 11. Voyager 1 et 2 permettent d'obtenir des informations détaillées sur l'atmosphère de Jupiter, de Saturne et d'Uranus. Elles révèlent de nombreux détails sur la structure des anneaux de Saturne, permettent de découvrir les anneaux de Jupiter et fournissent les premières images détaillées des anneaux d'Uranus et de Neptune. Elles découvrent en tout 33 nouvelles lunes. Elles révèlent l'activité volcanique de Io et la structure étrange de la surface de la lune galiléenne Europe.
La NASA met sur pied en 1972 le programme Voyager, pour exploiter une conjonction exceptionnelle des planètes extérieures, qui doit permettre aux sondes de survoler plusieurs planètes, quasiment sans dépenser de carburant en utilisant l'assistance gravitationnelle. Malgré les contraintes budgétaires dues à un climat économique et politique peu favorable à l'espace, la NASA, après avoir renoncé à un projet plus ambitieux, parvient à construire deux engins adaptés à ce programme complexe. En témoignent la longévité du matériel et la qualité des données scientifiques récoltées par les deux sondes. Voyager 1 et 2 sont, dans leur catégorie, des engins lourds, de 800 kg emportant plus de 100 kg d'instrumentation scientifique (à comparer à la masse totale de 235 kg des sondes Pioneer lancées en 1972-1973), qui pénètrent pour la première fois dans les régions externes du Système solaire en survolant Jupiter et Saturne.
En 2025, les sondes Voyager sont toujours en état de fonctionnement ; plusieurs de leurs instruments continuent à transmettre des informations sur le milieu environnant. Le 16 décembre 2004, Voyager 1 traverse le choc terminal, faisant d'elle le premier objet humain explorant l'héliogaine. En septembre 2013, la sonde spatiale quitte l'héliosphère, la zone placée sous l'influence du Soleil. Se déplaçant à plus de 17 km/s par rapport à l'étoile, Voyager 1, porteur d'un message symbolique de l'humanité, devrait être la première sonde spatiale à passer à proximité d'une autre étoile, dans 40 000 ans. En 2019, un plan a été élaboré par le Jet Propulsion Laboratory (JPL) afin d'économiser au maximum les générateurs thermoélectriques à radioisotopes qui fournissent l'énergie, rallongeant leur vie opérationnelle de plusieurs années.

## Historique

### Planètes externes: des objectifs difficiles à atteindre
Au début de l'ère spatiale, l'exploration du Système solaire se limite à l'envoi de sondes spatiales vers les planètes internes proches : Mars et Vénus. Mercure et les planètes extérieures du Système solaire, de Jupiter à Pluton, sont des objectifs difficiles à atteindre pour un engin spatial. Pour y parvenir, celui-ci doit être lancé avec une vitesse qui nécessite un lanceur très puissant dont l'agence spatiale américaine ne dispose pas au début des années 1960. À l'époque, la conception des sondes spatiales en est à ses balbutiements et leur fiabilité est limitée. Au début des années 1960, Américains et Soviétiques lancent généralement leurs sondes spatiales par paires, afin d'accroître la probabilité que l'une remplisse les objectifs de la mission. La durée importante du transit d'une sonde spatiale vers les planètes externes (plusieurs années) s'accompagne d'une dégradation progressive de certains organes et augmente la probabilité de panne. Par ailleurs, au fur et à mesure de l'éloignement au Soleil, la diminution du rayonnement solaire réduit l'énergie disponible et la distance limite le débit des transmissions, ce qui nécessite un fonctionnement en quasi-autonomie.

### Découverte de l'assistance gravitationnelle et d'une conjonction exceptionnelle de planètes

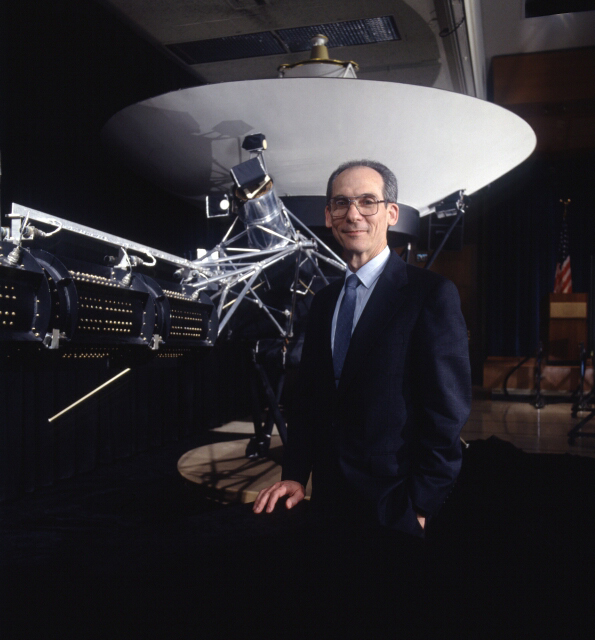
Edward C. Stone, responsable scientifique du programme, devant une maquette à l'échelle 1 d'une sonde spatiale Voyager en 1992.

L'origine du programme Voyager remonte au milieu des années 1960. À l'époque, Michael Minovich, du Jet Propulsion Laboratory (JPL), établissement de la NASA spécialisé dans l'exploration robotisée du Système solaire, attire l'attention sur le fait que la gravité très élevée de Jupiter pourrait servir à accélérer une sonde spatiale (mécanisme d'assistance gravitationnelle) vers les planètes les plus lointaines du Système solaire. Trois ans plus tard, Gary Flandro, également du JPL, constatant une conjonction unique de planètes qui doit se produire entre 1976 et 1978, met au point des trajectoires utilisant cette technique et qui doivent permettre à une sonde spatiale de visiter plusieurs planètes extérieures. Une sonde lancée durant cette période pourra au choix survoler successivement soit Jupiter, Saturne, Uranus et Neptune, soit Jupiter, Uranus et Neptune, soit enfin Jupiter, Saturne et Pluton. La configuration qui permet le survol des quatre planètes gazeuses par le même engin spatial ne se reproduit que tous les 176 ans. La NASA décide de concevoir une sonde spatiale pouvant profiter de cette conjonction.

### ProgrammeGrand Tour

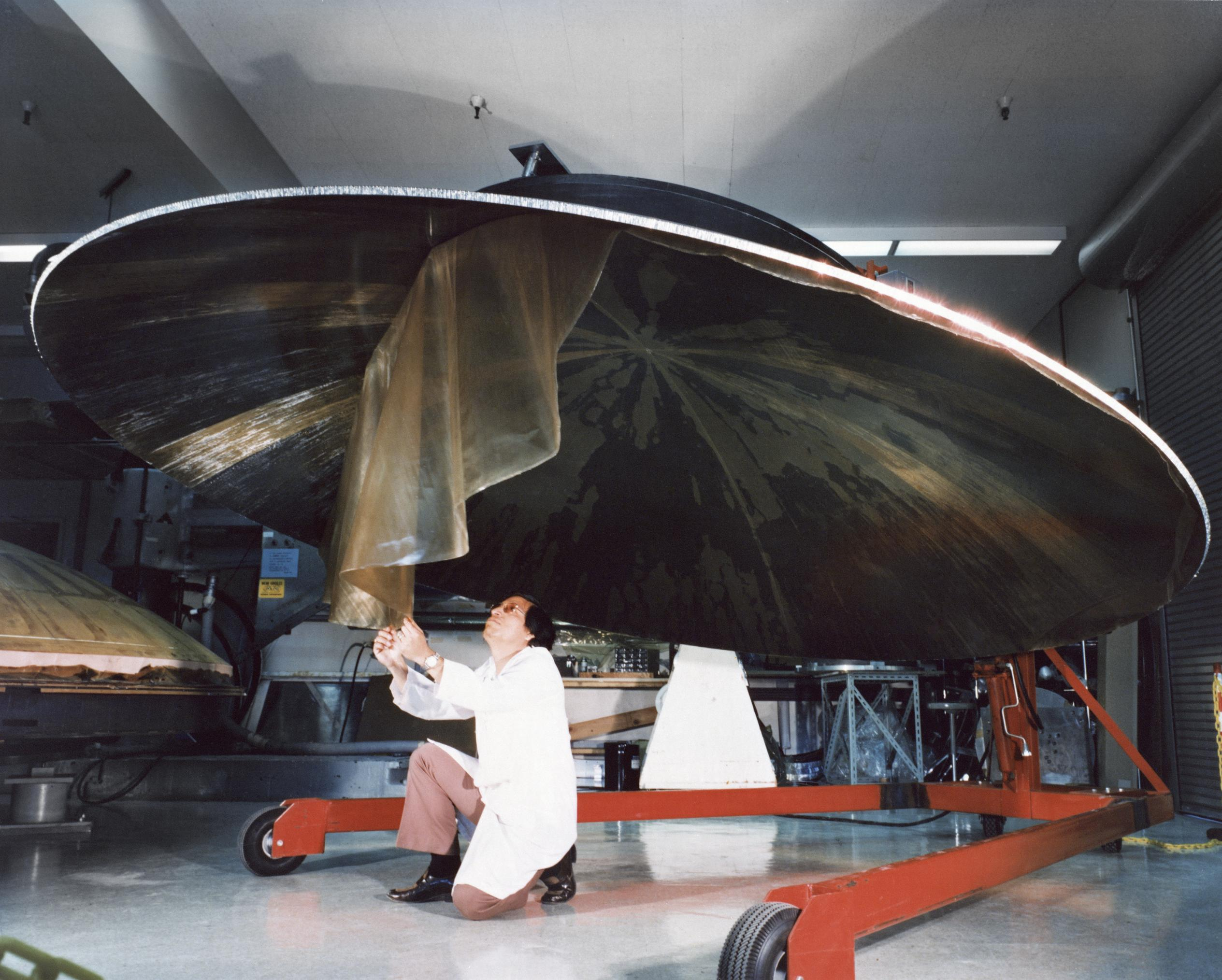
L'antenne parabolique de Voyager, ici en cours de fabrication, a une taille exceptionnelle pour compenser l'éloignement de la Terre.

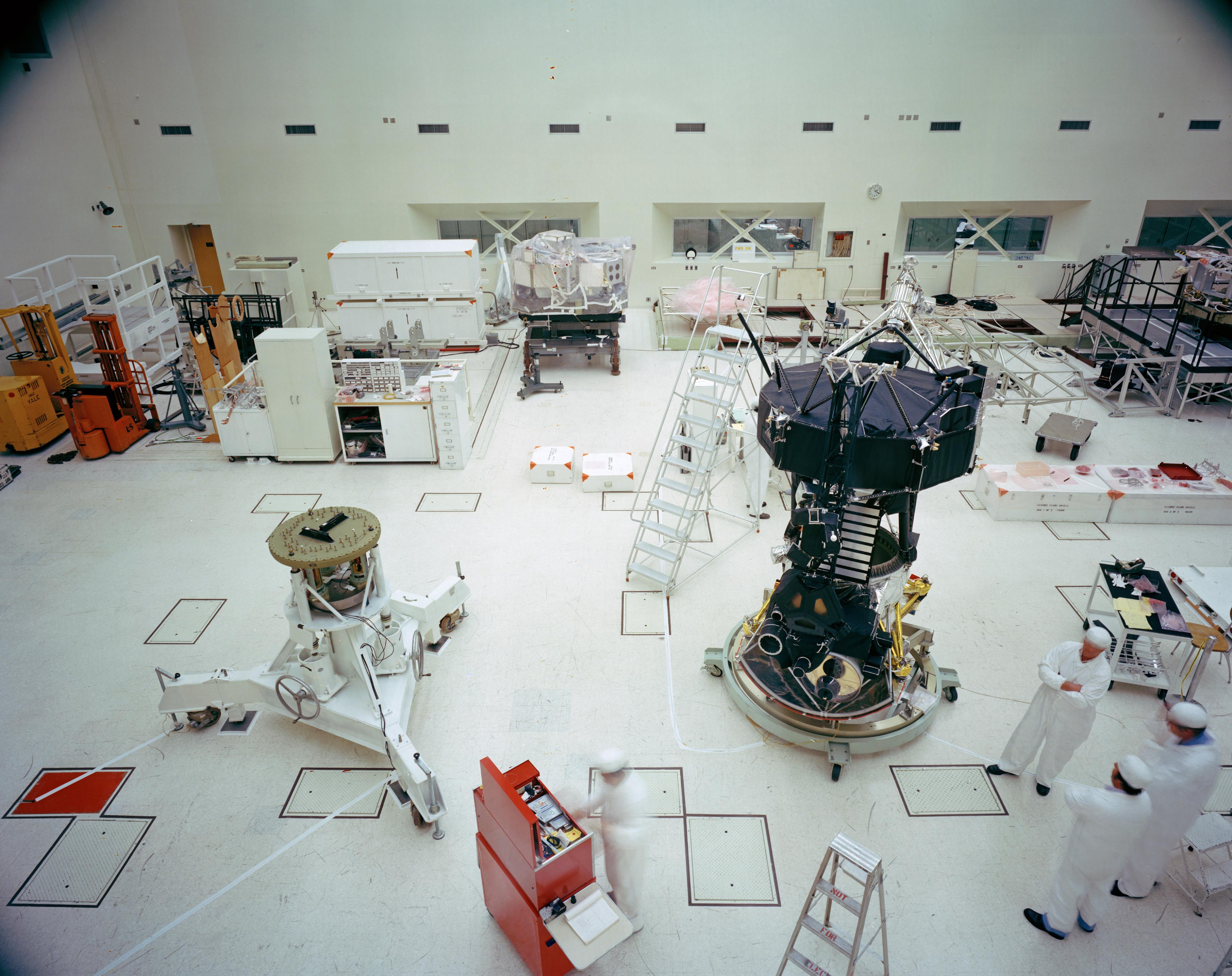
Assemblage en salle blanche d'un modèle de test.

À la fin des années 1960, dans l'euphorie des succès du programme Apollo, la NASA imagine de lancer plusieurs sondes de grande taille en utilisant la fusée lunaire Saturn V. Dans cette optique, l'agence spatiale définit les caractéristiques d'une nouvelle famille de sondes dédiées à l'exploration des planètes extérieures et qui est baptisée « Thermoelectric Outer Planets Spacecraft » (TOPS). Ces sondes doivent avoir recours à des générateurs thermoélectriques à radioisotopes qui fournissent l'énergie en se substituant aux panneaux solaires photovoltaïques habituellement utilisés. Le programme Grand Tour, renommé par la suite « Outer Planets Grand Tour Project » (OPGTP), est mis sur pied en 1969. Il prévoit le lancement de quatre à cinq sondes reposant sur le concept TOPS dont deux, lancées en 1976 et 1977, doivent survoler Jupiter, Saturne et Pluton tandis que deux autres, lancées en 1979, doivent survoler Jupiter, Uranus et Neptune. Le coût du programme est compris entre 750 et 900 millions de dollars, auxquels s'ajoutent 106 millions US$ pour le lancement. Les postes de dépense les plus importants sont associés au développement d'un ordinateur permettant à la sonde spatiale de fonctionner de manière autonome et baptisé STAR (Self-Test And Repair computer) ainsi qu'au développement de la plateforme des TOPS.

### Annulation du programmeGrand Tour
Le début des années 1970 est une période de récession économique pour les États-Unis qui se traduit notamment par une forte réduction des budgets accordés à la NASA. Par ailleurs, la compétition avec l'Union soviétique n'est plus aussi vive et ne suffit pas à motiver les décideurs politiques, comme l'opinion publique, à investir dans le spatial. Plusieurs motifs se conjuguent pour entraîner l'annulation du programme Grand Tour. Le budget attribué à la NASA, qui avait été énorme au milieu des années 1960 pour le programme Apollo, est en forte réduction. De plus, au sein de la NASA, le programme Grand Tour est en concurrence avec d'autres grands projets : le grand télescope spatial (futur télescope spatial Hubble) et le programme de la navette spatiale américaine, tandis que le développement du programme Viking va d'augmentation en augmentation. La communauté scientifique, dont les représentants sont réunis par la NASA en août 1971, donne son appui au projet Grand Tour. La NASA décide en automne de soumettre un budget incluant à la fois le développement de la navette spatiale américaine et le projet Grand Tour. Mais le président Nixon, préférant le développement de la navette spatiale, n'est pas prêt à financer les deux projets. C'est à l'administrateur de la NASA de l'époque, James Fletcher, de trancher. Celui-ci décide en décembre 1971 de retirer le projet d'exploration des planètes externes de sa proposition de budget 1973 et de le remplacer par la réalisation de deux petites sondes spatiales Mariner qui seraient lancées en 1977,.

### ProgrammeMariner Jupiter-Saturn
Dès juillet 1972, la NASA lance un projet d'exploration des planètes à faible coût baptisé « Mariner Jupiter/Saturn 1977 » (MJS). Pour un tiers du budget du Grand Tour (361 millions US$ contre 1 milliard US$), il doit permettre de suivre les recommandations du Space Science Board. Le nouveau programme prévoit la construction de deux sondes spatiales dérivées de la famille Mariner mise en œuvre pour l'exploration des planètes intérieures. Par rapport au programme Grand Tour, l'objectif scientifique se limite au survol des deux principales planètes externes, Jupiter et Saturne. Le nouveau projet est accueilli favorablement par la communauté scientifique (qui émet néanmoins le souhait que le vol des sondes spatiales puisse prolonger leur exploration au-delà de l'orbite de Saturne). Le budget est débloqué par le Sénat américain en 1973. Une enveloppe budgétaire de 250 millions US$ doit couvrir à la fois les coûts de fabrication et les coûts opérationnels. La NASA décide de confier la conception et le développement des sondes spatiales à son centre Jet Propulsion Laboratory au lieu de le sous-traiter aux sociétés Boeing, General Electric, Hughes, Martin Marietta ou North American Rockwell qui ont travaillé sur le programme Grand Tour. Officiellement, cette mesure doit permettre de réduire les coûts, mais les dirigeants de la NASA visent également à conserver une expertise dans le domaine de la conception des sondes planétaires. Les sondes, qui portent les noms de Mariner 11 et 12, sont conçues pour une durée de vie de quatre ans, suffisante pour le survol de Jupiter et de Saturne, contre dix ans pour les sondes TOPS du programme Grand Tour,.

### Développement
|                                                     | Pioneer 11       | Voyager 1         | Cassini           |
| --------------------------------------------------- | ---------------- | ----------------- | ----------------- |
| Date lancement                                      | 1973             | 1977              | 1997              |
| Objectifs                                           | Jupiter, Saturne | Jupiter, Saturne  | Jupiter, Saturne  |
| Type mission                                        | Survol           | Survol            | Orbiteur¹         |
| Masse totale (instruments)                          | 276 kg (30 kg)   | 826 kg (106 kg)   | 5 712 kg (362 kg) |
| Énergie                                             | 155 watts        | 470 watts         | 885 watts         |
| Contrôle d'attitude                                 | Spinnée          | Stabilisée 3 axes | Stabilisée 3 axes |
| Débit télécom.²                                     | 512 bits/s       | ~50 kilobits/s    | 166 kilobits/s    |
| Ordinateur embarqué                                 | Non              | Oui               | Oui               |
| ¹Jupiter est survolé. ² Débit au niveau de Saturne. |                  |                   |                   |

Le projet est lancé officiellement le 1er juillet 1972 et la première réunion du groupe de travail scientifique chargé de fixer les objectifs détaillés de la mission a lieu en décembre 1972. La fabrication des sondes spatiales démarre en mars 1975 avec l'achèvement de la phase de conception. Les sondes à faible coût Pioneer 10 (lancée en 1972) et 11 (lancée en 1973), chargées de reconnaître le parcours, apportent des informations vitales sur la forme et l'intensité du rayonnement autour de la planète Jupiter (1 000 fois plus intense que prévu) et confirment qu'il existe bien une région dégagée d'obstacles entre l'atmosphère supérieure de Saturne et l'anneau interne de la planète géante. Ces informations sont prises en compte dans la conception des Voyager et dans la sélection des instruments scientifiques.
L'expérience acquise avec la série particulièrement réussie des sondes spatiales Mariner développées par le JPL est largement mise à profit pour le développement des sondes Voyager. Mais pour obtenir la fiabilité et les performances recherchées, les ingénieurs du JPL utilisent également des sous-systèmes des orbiteurs Viking. La durée de vie des batteries développées par la Commission de l'énergie atomique est portée à 10 ans à la demande de la NASA. Une enveloppe supplémentaire de 7 millions US$ est débloquée par le Congrès américain pour financer des améliorations scientifiques et technologiques dont le développement d'un ordinateur reprogrammable en vol qui jouera un rôle crucial durant la mission de Voyager 2. L'objectif officiel du programme était le survol uniquement des deux géantes gazeuses. La fenêtre de lancement des sondes spatiales est identique à celle du Grand Tour et permet donc également le survol d'Uranus et Neptune. Les ingénieurs impliqués dans la réalisation des sondes, contrevenant aux spécifications, définissent un engin aux caractéristiques très proches des sondes TOPS aptes à survoler Uranus et Neptune. Présentée officiellement comme une option en cas de succès du survol de Saturne, il ne faisait pas de doute pour les scientifiques que la mission serait prolongée.

### Sélection des instruments scientifiques
Les objectifs scientifiques avaient été largement fixés par la communauté scientifique. Toutefois, le JPL, sans prendre en considération les attentes des scientifiques, impose l'emport de deux instruments scientifiques développés en interne : les caméras et l'expérience de radio-science. En avril 1972, la NASA lance un appel à propositions pour la sélection des autres instruments scientifiques et reçoit 200 réponses, principalement de laboratoires et d'universités américaines. La sélection donne largement l'avantage aux grandes institutions comme le centre de vol spatial Goddard ou à des laboratoires en relation étroite avec la NASA. Chaque instrument sélectionné est conçu et développé par l'équipe scientifique dirigée par un responsable scientifique. Les onze responsables instrumentaux forment le comité de pilotage scientifique chargé de conseiller la NASA dans le domaine scientifique. Fin 1972, Edward C. Stone, un physicien du California Institute of Technology spécialisé dans l'étude de la magnétosphère et qui avait participé au programme Grand Tour dès 1970, est nommé responsable scientifique de la mission. Son rôle est d'assurer l'interface entre les besoins des scientifiques et les contraintes techniques et budgétaires. En mars 1977, soit quelques mois avant le lancement des deux sondes spatiales, le projet Mariner Jupiter/Saturn 1977 est rebaptisé Voyager.

Tests
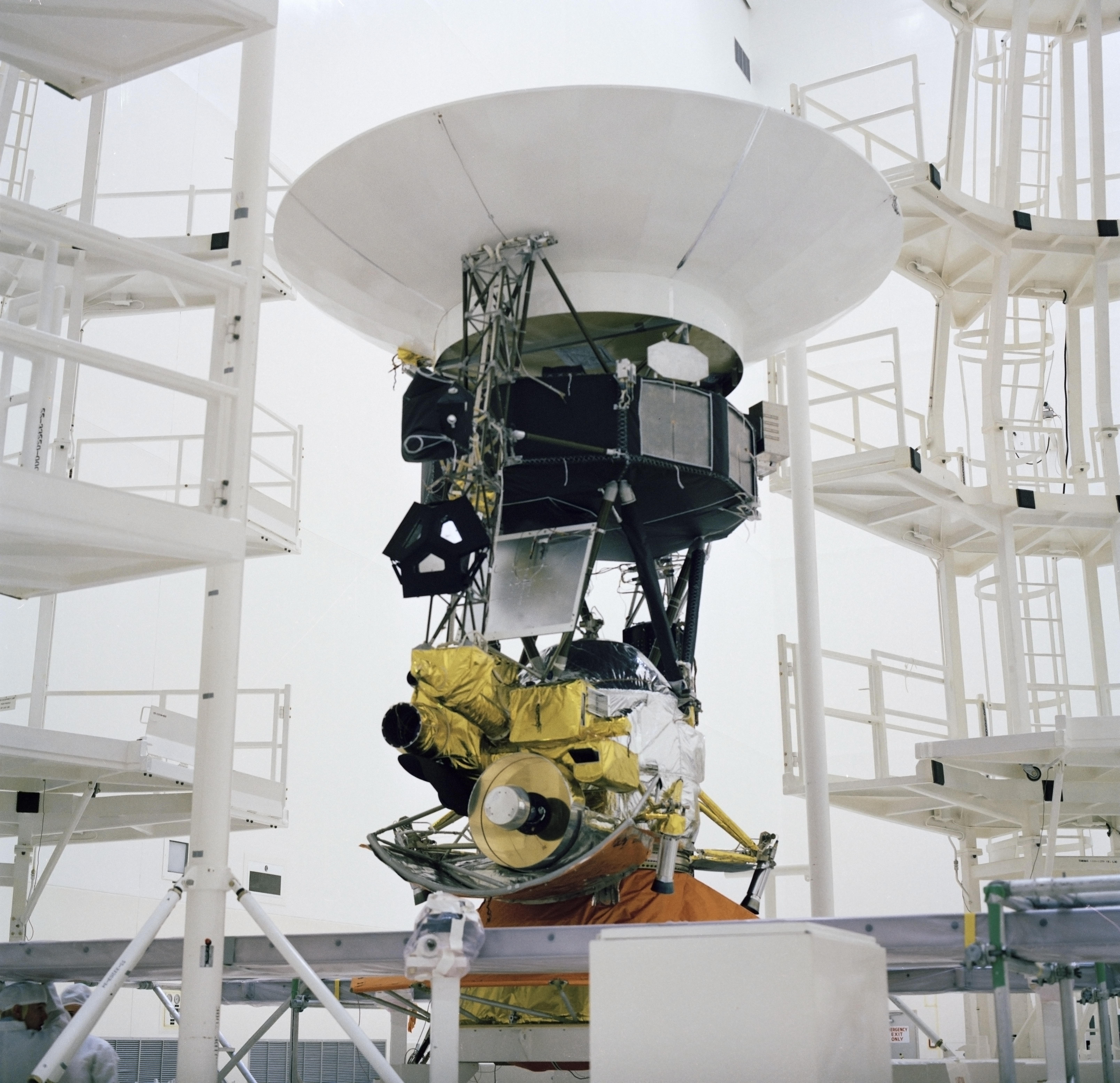
Modèle de test.
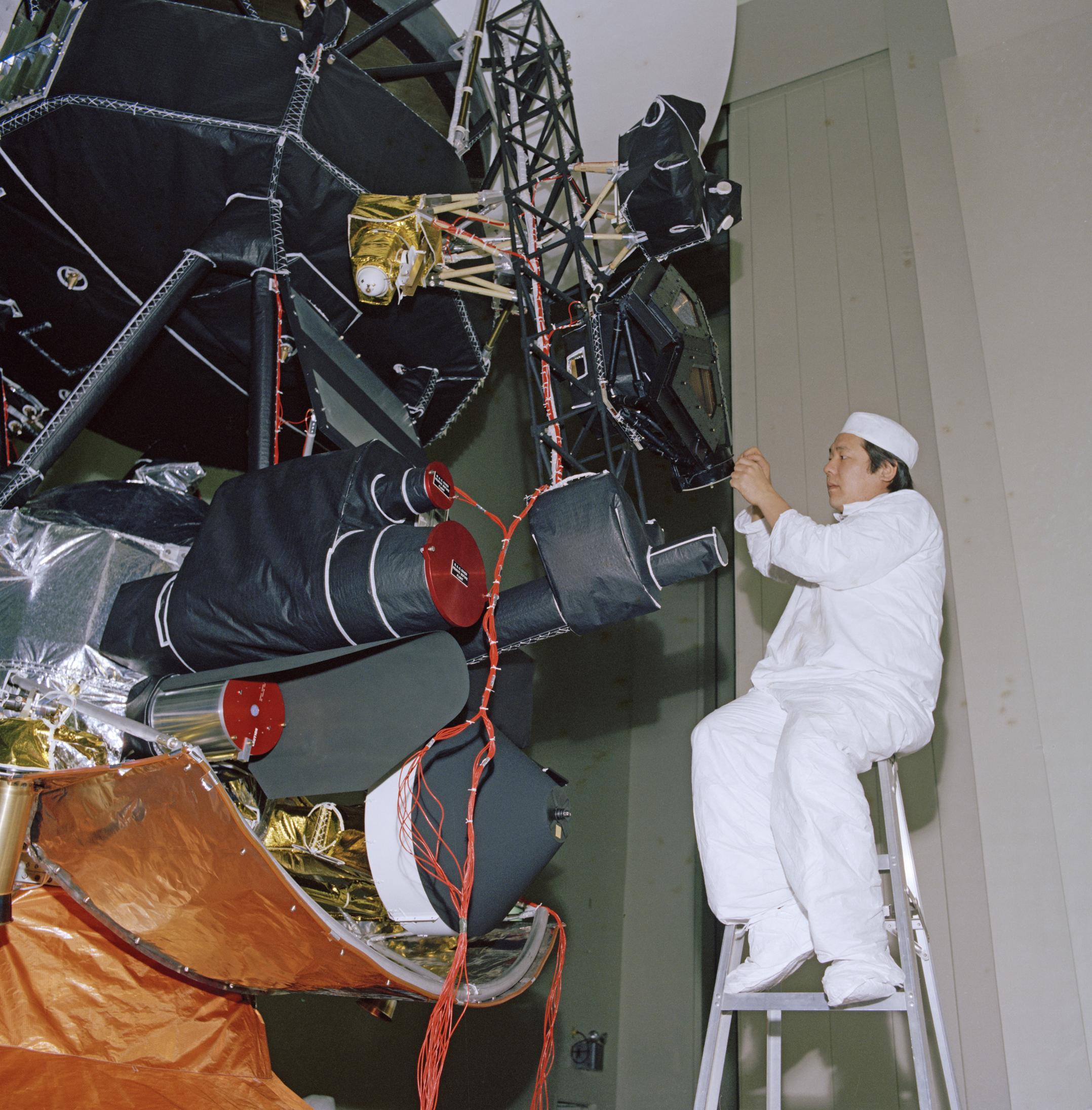
Phase de tests de vibration.
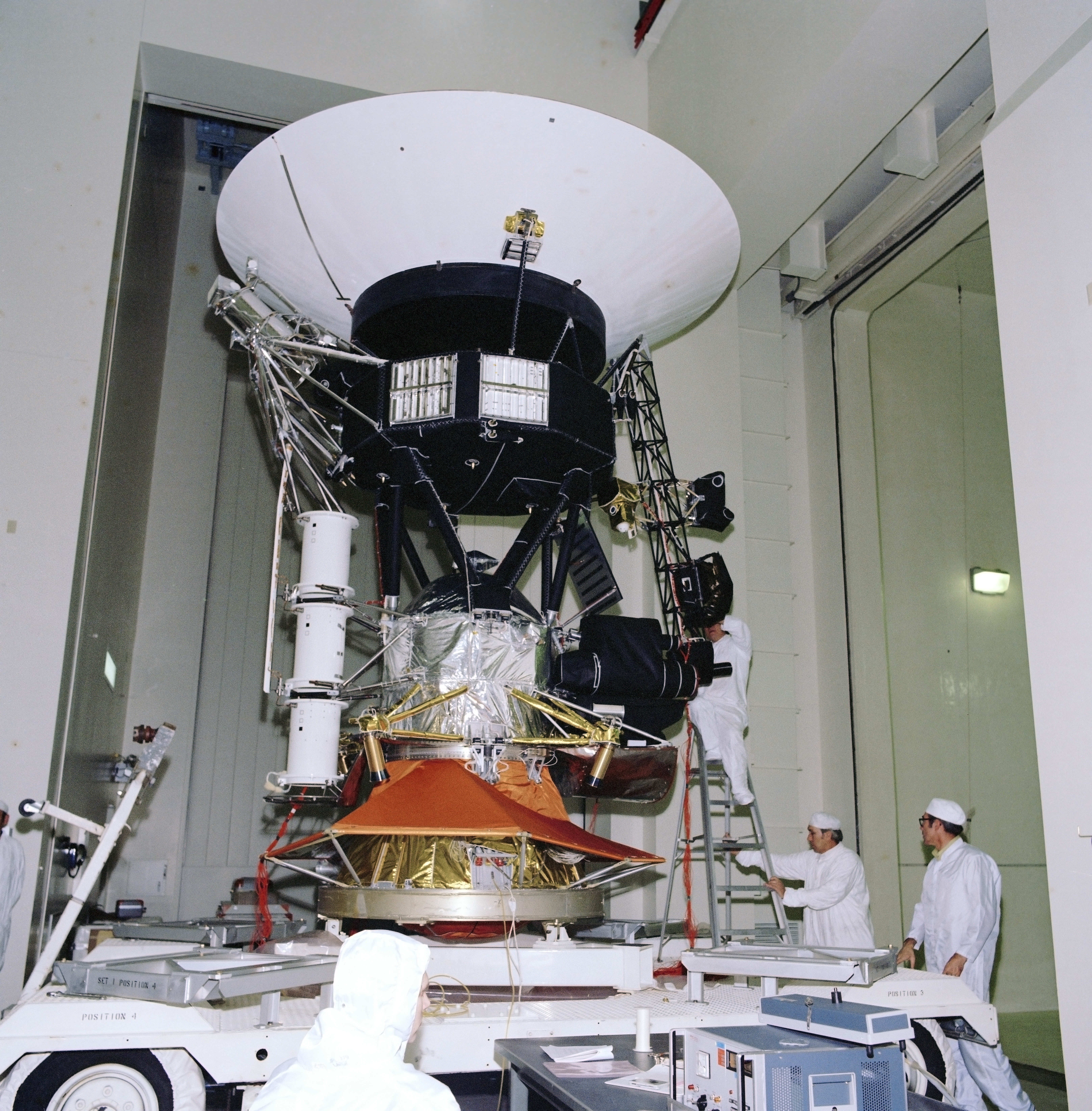
Test le 18 novembre 1976.

## Objectifs
L'objectif du programme Voyager est de collecter des données scientifiques sur les planètes externes (Jupiter, Saturne, Uranus et Neptune) qui à l'époque sont pratiquement inexplorées : seules Pioneer 10 et 11, des sondes légères développées pour servir d'éclaireurs aux sondes Voyager mais disposant de peu d'instruments, se sont jusqu'à présent approchées de Jupiter et de Saturne. L'objectif principal assigné aux deux sondes est de recueillir des données permettant de mieux connaître les deux planètes géantes, leur magnétosphère et leurs satellites naturels. Ces derniers, qui sont pour certains de la taille d'une planète, sont très mal connus. L'étude de la lune Titan, dont on sait déjà à l'époque qu'elle possède une atmosphère évoluée, est jugée aussi importante que l'exploration de Saturne, sa planète mère. Enfin, le recueil des données sur les deux autres planètes géantes du Système solaire, Uranus et Neptune, sur lesquelles très peu d'informations sont acquises du fait de leur éloignement, constitue un objectif majeur dans la mesure où l'étude de Jupiter et de Saturne a pu être menée à bien.

## Caractéristiques techniques des sondesVoyager
Les sondes Voyager 1 et 2 sont pratiquement identiques. Mais Voyager 1 dispose d'une électronique mieux blindée car la sonde s'approche plus près de Jupiter, tandis que Voyager 2 a des générateurs thermoélectriques à radioisotopes plus puissants car elle doit visiter la planète la plus éloignée de la Terre.

### Caractéristiques générales

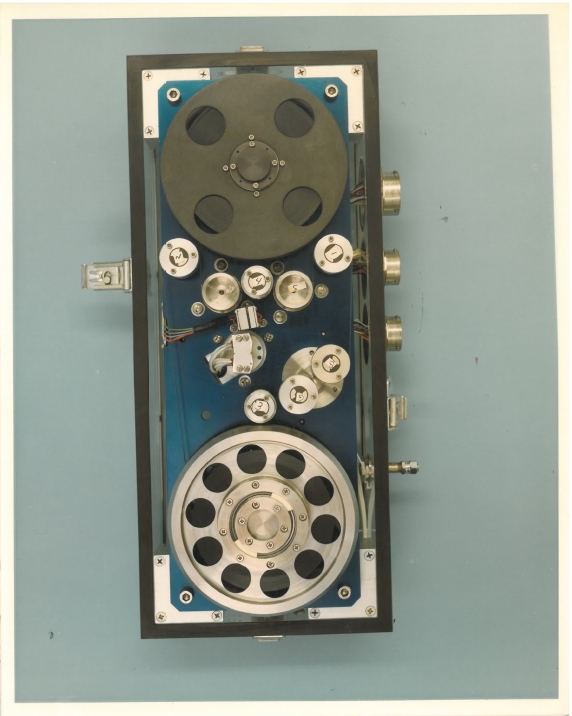
Les données recueillies par les instruments de Voyager sont stockées dans un magnétophone d'une capacité de 586 mégabits avant d'être retransmises.

Chacune des deux sondes a une masse de 825,5 kg, dont 104,8 kg d'instrumentation scientifique, à comparer aux 235 kg de Pioneer 10. Les ordinateurs et le système de télécommunications sont logés au centre de celle-ci, dans un cylindre aplati de 178 cm de diamètre et de 47 cm de hauteur, au cœur duquel se trouve le réservoir de carburant. Tous les autres composants de la sonde sont rattachés à ce cylindre. Les instruments scientifiques qui doivent être orientés vers les planètes et les lunes (ISS, IRIS et PPS) sont installés sur une plateforme située au bout d'une perche qui s'étend jusqu'à environ 2,5 m du centre de la sonde. La plateforme est orientable selon deux degrés de liberté et avec une précision de 0,1°. Les magnétomètres sont installés sur une perche de 13 m de long. Une troisième perche porte à son extrémité les générateurs thermoélectriques à radioisotopes (RTG) qui produisent l'énergie nécessaire à la mission. Les instruments radio PRA et PWS fonctionnent quant à eux grâce à deux antennes de 10 m, perpendiculaires l'une à l'autre. Tous les instruments scientifiques sont installés de manière à être au moins à 6,4 mètres du RTG, pour limiter l'incidence du rayonnement émis par la décomposition radioactive du plutonium 238.
Pour garantir le fonctionnement de la sonde durant les cinq ans de la mission, une durée exceptionnelle pour l'époque, chaque système vital est doublé : ordinateur, capteur solaire et d'étoile, équipement radio, système de propulsion, etc. Ainsi, sur la sonde Voyager 1, l'ordinateur principal de secours remplacera le système d'origine tombé en panne.

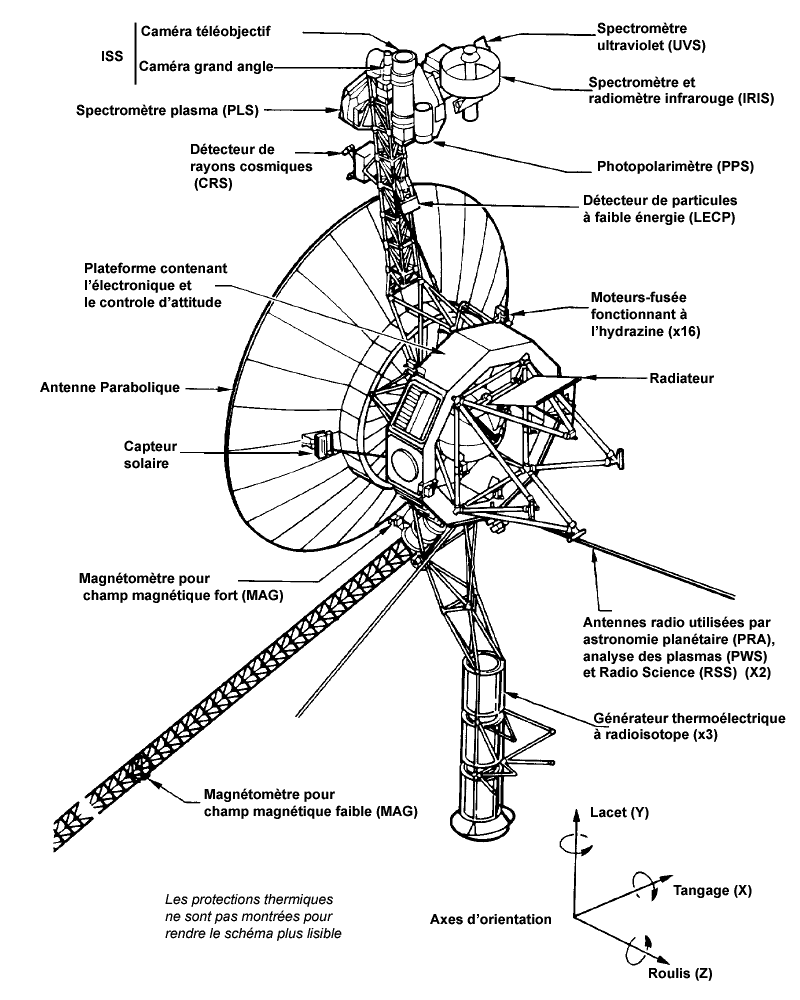
Schéma d'une sonde Voyager.

### Propulsion

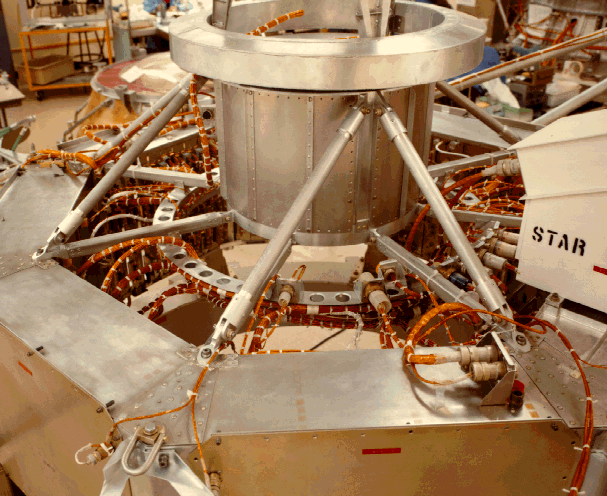
Le cœur de la plateforme de la sonde spatiale en cours d'assemblage.

Le système de propulsion est constitué par 16 petits moteurs-fusées utilisant de l'hydrazine qui, en se décomposant sur un catalyseur, fournit une poussée de 0,89 newton par moteur. Pour la première fois sur une sonde spatiale, les mêmes moteurs sont utilisés pour contrôler l'orientation et corriger la trajectoire, réduisant ainsi la masse du système. Seuls huit moteurs sont nécessaires : deux pour faire pivoter la sonde sur chaque axe et deux pour accélérer ou freiner l'engin. Les huit autres moteurs sont en secours. Les moteurs-fusées et le réservoir, qui contient au départ 90 kg d'hydrazine, sont situés dans le corps central de la sonde. Ce carburant qui permet de fournir un delta-v de 143 m/s s'est révélé largement suffisant, grâce à la précision de la trajectoire suivie (20 km d'erreur contre 200 km prévus au maximum), puisqu'il subsiste encore plus du tiers du carburant en l'an 2000, longtemps après la fin des manœuvres de survol.

### Contrôle de l'orientation
La sonde est stabilisée sur ses trois axes. Le contrôle de l'orientation de la sonde et celle de la plateforme portant les instruments est pris en charge par un ordinateur dédié : l'AACS. L'orientation de la sonde est contrôlée à l'aide de deux senseurs : un senseur d'étoile qui pointe vers Canopus (Voyager 1 utilise également l'étoile Rigel sur certaines portions de son trajet) et un senseur solaire installé sur l'antenne parabolique. Lorsque l'étoile visée s'écarte de plus de 0,05° du champ de vision du senseur, les moteurs-fusées effectuent automatiquement une correction. Pour de courtes périodes (quelques jours), le contrôle de l'orientation est confié à un ensemble de gyroscopes, par exemple lorsque le Soleil est masqué ou durant les corrections de trajectoire,.

### Informatique embarquée

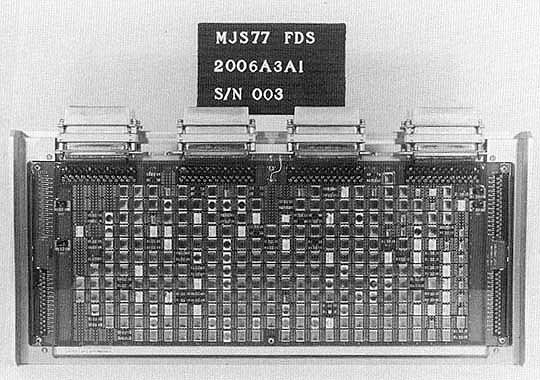
L'ordinateur de vol (FDS).

La sonde embarque trois ordinateurs, chacun en deux exemplaires pour faire face à une panne :
- l'ordinateur principal est le CCS (Computer Command System) et dispose d'une capacité de stockage non volatile de 4 086 mots de 18 bits utilisant une mémoire à film mince sur fil. Il a deux rôles : interpréter et faire exécuter les instructions envoyées par le centre de contrôle sur Terre et traiter les anomalies de fonctionnement. Une partie de sa mémoire (2 800 mots) est non effaçable et contient les programmes fixes, le reste pouvant être modifié pour adapter les séquences d'opérations scientifiques. Le CCS transmet des commandes d'une part à l'AACS chargé de contrôler l'orientation de la sonde spatiale et d'effectuer les corrections de trajectoire et d'autre part au FDS pour modifier la configuration des instruments scientifiques, le débit des télémesures et fournir des instructions aux nombreux autres sous-systèmes ;
- le FDS (Flight Data System) est un ordinateur utilisant des mots de 16 bits et disposant d'une mémoire modulaire contenant 8 198 mots ;
- le système de contrôle de l'attitude et de la plateforme (Attitude and Articulation Control Subsystem, AACS) est un ordinateur utilisant des mots de 18 bits et disposant d'une mémoire contenant 4 096 mots.

Les données scientifiques qui ne peuvent pas être transmises directement vers la Terre sont stockées sur un enregistreur à bande magnétique à 8 pistes DTR (Digital Tape Recorder). Celui-ci peut enregistrer des informations à une vitesse de 115,2 kilobits par seconde, ce qui correspond au débit en sortie de la caméra, ou les restituer en lecture à 21,6 kbit/s. Lorsqu'il est utilisé simultanément en lecture et en écriture, le débit est de 7,2 kbit/s. Chaque piste permet d'enregistrer l'équivalent de 12 photos ; la capacité de stockage totale est équivalente à 586 mégabits,.

### Énergie

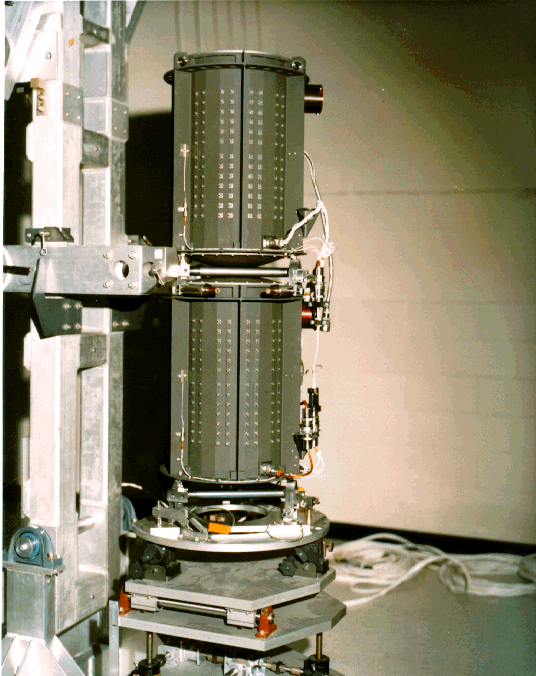
Deux des trois RTG fournissant l'énergie.

Pour disposer de suffisamment d'énergie aux confins du Système solaire, les panneaux solaires photovoltaïques, peu efficaces à grande distance du Soleil, sont remplacés par trois générateurs thermoélectriques à radioisotope. L'énergie électrique est produite par la chaleur émise par la décroissance radioactive du plutonium 238 embarqué. Les 7 000 watts de chaleur fournissent 470 watts d'énergie électrique au début de la mission en 1977, distribuée sous la forme d'une tension électrique continue de 30 volts. La décroissance de la radioactivité du plutonium entraîne une diminution de l'énergie électrique produite de 7 watts par an. Le contrôle au sol maintient la consommation de manière à disposer d'une marge de 12 watts pour éviter des dysfonctionnements. Chacun des trois générateurs a la forme d'un cylindre de 50,8 cm de hauteur pour 40,6 cm de diamètre.

### Télécommunications
Les communications avec la Terre sont assurées par un émetteur-récepteur radio fonctionnant à la fois en bande S (13 cm) et en bande X (3,6 cm). Il est relié à une antenne parabolique à grand gain, de 3,66 m de diamètre, qui émet avec un angle d'ouverture de 2,3° en bande S et de 0,6° en bande X. Une antenne à faible gain est montée sur la structure portant la parabole et émet dans l'hémisphère centrée sur l'axe de la grande parabole. Le système de télécommunications est doublé pour faire face à une défaillance. Il permet de transmettre les données scientifiques recueillies avec un débit compris entre 4,8 et 115,2 kilobits par seconde en bande X et les mesures télémétriques avec un débit de 40 bits par seconde en bande S. Les instructions du contrôle de mission sur la Terre sont reçues avec un débit de 16 bits par seconde.

### Instruments scientifiques

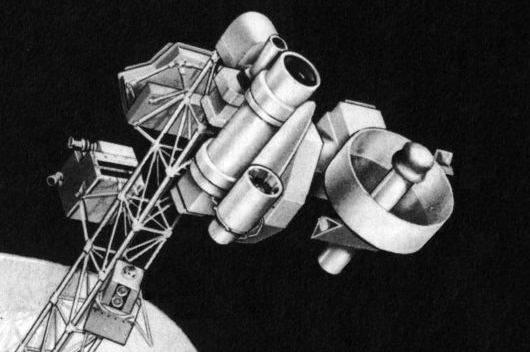
Schéma de la plateforme orientable supportant les instruments scientifiques pointés vers les planètes.

Comprenant une caméra couleur grand angle de résolution 0,64 Mp (800 × 800 pixels) et une deuxième équipée d'un objectif standard, les instruments de mesures scientifiques sont :
- le capteur de rayons cosmiques CRS (Cosmic Ray System), le détecteur de plasmas (PLS), ainsi que le capteur de particules faible énergie LECP (Low Energy Charge Particle), détecteurs de particules destinés à l'étude des rayons cosmiques, du vent solaire et des magnétosphères de Jupiter, Saturne, Uranus et Neptune ;
- le magnétomètre MAG, qui mesure les variations du champ magnétique solaire en fonction du temps et de la distance et étudie les champs magnétiques des planètes rencontrées et leurs interactions avec les satellites ou anneaux ;
- le récepteur radio astronomique de planète PRA (Planetary Radio Astronomy) et le récepteur d'ondes émises par les plasmas PWS (Plasma Wawe Investigation), récepteurs d'ondes radio, le premier pour des fréquences de 20,4 kHz à 1 300 kHz et de 2,3 MHz à 40,5 MHz et le second pour des fréquences de 10 Hz à 56 kHz. Ils sont destinés à l'écoute des signaux radio émis par le Soleil, les planètes, les magnétosphères… Ils sont reliés à deux antennes placées perpendiculairement, afin de capter les rayonnements dans deux polarisations décalées de 90° ;
- le photopolarimètre PPS (Photopolarimeter System), qui mesure l'intensité et la polarisation de la lumière dans huit longueurs d'onde entre 235 nm et 750 nm. Il permet de déterminer la composition des atmosphères de Jupiter et de Saturne ainsi que de leurs anneaux, la texture et la composition probable des surfaces de leurs satellites… Durant les survols planétaires, il est utilisé pour la recherche des éclairs et des aurores. Celui de Voyager 1 est défectueux ;
- l'interféromètre, le spectromètre et le radiomètre infrarouge IRIS (Infrared Interferometer Spectrometer), qui déterminent la température d'un corps, repèrent la présence de certaines substances dans une atmosphère ou sur une surface et mesurent la proportion de la lumière solaire reçue par un corps et réfléchie par ce dernier ;
- le spectromètre ultraviolet UVS (Ultraviolet Spectrometer), qui détecte la présence de certains atomes ou ions, ces derniers absorbant certaines fréquences de lumière.

Instruments scientifiques
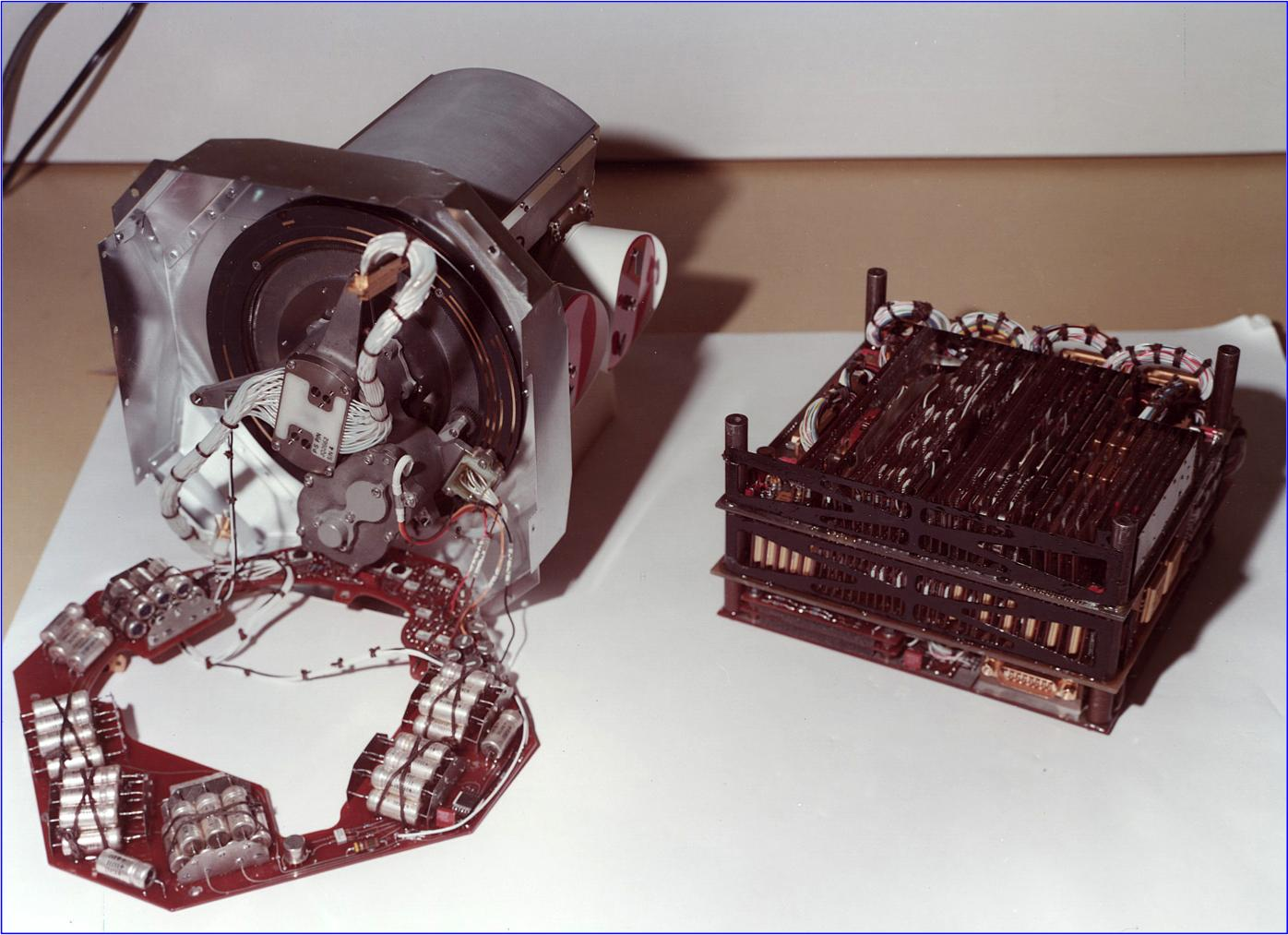
Instrument LCP détectant les particules à faible énergie.
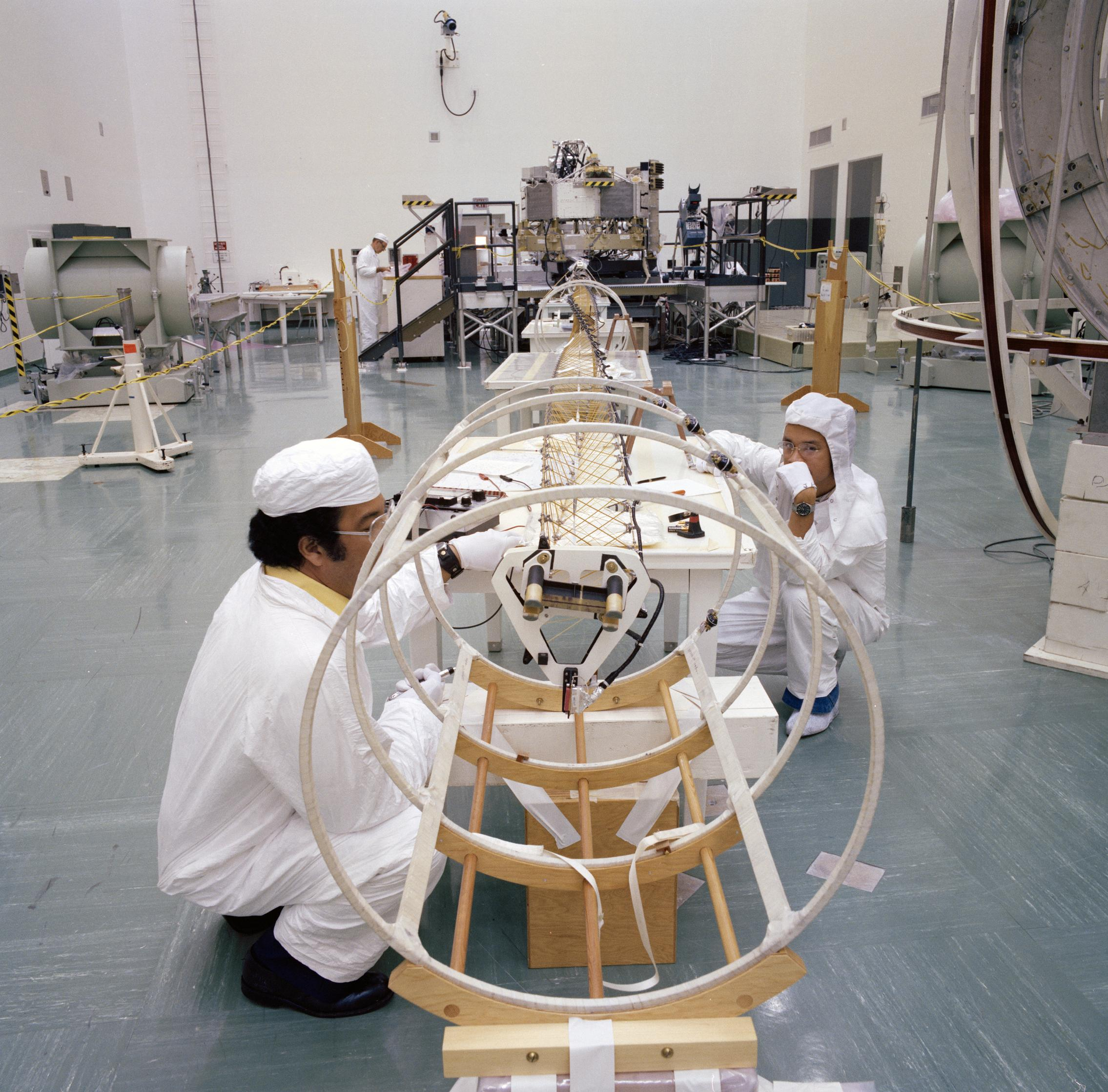
Le mât supportant les capteurs du magnétomètre est déployé pour des tests.
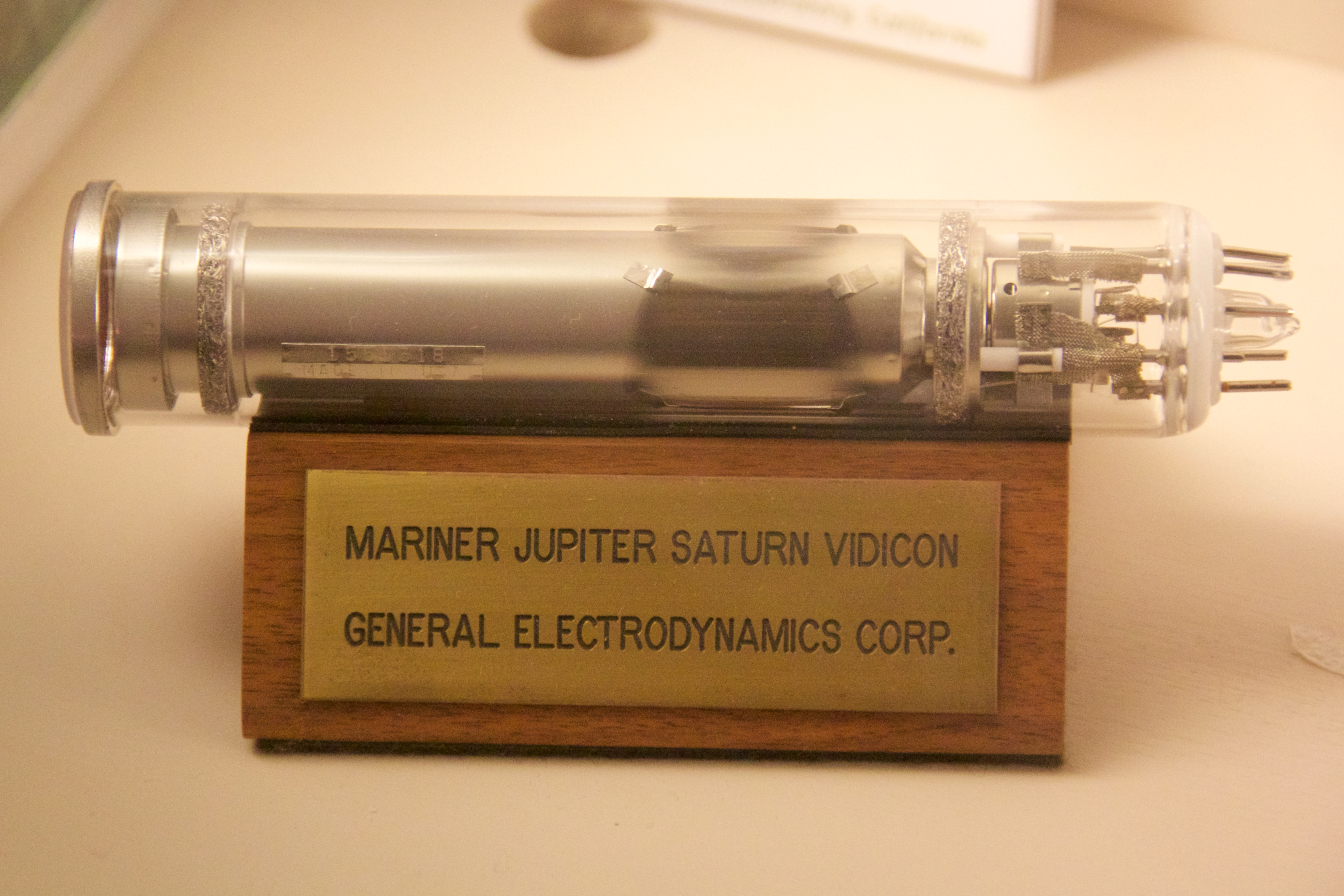
Tube Vidicon utilisé par les caméras.

| Instrument                                  | Caractéristiques techniques | Masse (kg) | Consommation (W) | Débit (bit/s) | Responsable scientifique                               |
| ------------------------------------------- | --- | ---------- | ---------------- | ------------- | ------------------------------------------------------ |
| Cosmic Ray System (CRS)                     | Électrons 3-110 MeV Atomes (⇒ fer) 1-500 MeV/noyau                                                                                              | 7,50       | 5,4              |               | R. E. Vogt (California Institute of Technology)        |
| Imaging Science System (ISS)                | Caméras vidicon grand angle (55,6 mrad) et téléobjectif (7,5 mrad) Résolution : 800 x 800 7 et 8 filtres                                        | 38,20      | 21,5             | 115,200       | Bradford Smith (Université de l'Arizona)               |
| Infrared Interferometer Spectrometer (IRIS) | Interféromètres infrarouge moyen (1,4-10 µm) Résolution spectrale 2 µm Interféromètre infrarouge lointain (17-170 µm) Résolution spectrale 7 µm | 19,57      | 12,0             | 1,120         | Rudolf Hanel (Centre de vol spatial Goddard)           |
| Low-Energy Charged Particles (LECP)         | Électrons - 10 keV à 11 MeV Protons et ions - 15 keV à ~> 500 MeV                                                                               | 7,50       | 3,8              |               | S. M. Krligis (Applied Physics Laboratory)             |
| Photopolarimeter System (PPS)               | | 2,55       | 0,7              | 0,6 - 1,023   | Charles Lillie (Université du Colorado)                |
| Planetary Radio Astronomy (PRA)             | 20,4 - 1 300 kHz et 2,3 - 40,5 MHz | 7,70       | 5,5              | 266           | James Warwick (Université du Colorado)                 |
| Plasma Spectrometer (PLS)                   | | 9,90       | 8,1              | 32            | Herbert Bridge (Massachusetts Institute of Technology) |
| Plasma Wave System (PWS)                    | 10 Hz - 56 kHz | 1,40       | 1,3              | 32 - 115,200  | Frederick L. Scarf (TRW Systems Group)                 |
| Radio Science (RSS)                         | | 44,00      |                  |               | Von R. Eshleman (Université Stanford)                  |
| Triaxial Fluxgate Magnetometer (MAG)        | | 5,60       | 2,2              | 120           | Norman Ness (Centre de vol spatial Goddard)            |
| Ultraviolet Spectrometer (UVS)              | Spectre 50 - 170 nm Résolution spectrale 1 nm                                                                                                   | 4,50       | 3,5              |               | A. Lyle Broadfoot (Observatoire de Kitt Peak)          |

## Première partie de la mission: étude des planètes externes

Trajectoires de Voyager 1 et Voyager 2.

Voyager 2 est lancée la première le 20 août 1977 et sa jumelle Voyager 1 le 5 septembre. Construites pour durer seulement cinq ans, les sondes sont en 2010 plus de trois fois et demie plus éloignées de la Terre que Pluton. Toujours en état de fonctionnement, elles foncent vers l'héliopause, limite de l'influence magnétique du Soleil, où débute « officiellement » l'espace interstellaire.
Ces deux engins de 800 kilogrammes dotés d'une douzaine d'instruments et de caméras quittaient la Terre pour un grand tour du Système solaire. La mission avait été conçue pour profiter d'un alignement planétaire exceptionnel - survenant une fois tous les 175 ans – qui permettait, avec une dépense minimale de temps et de carburant, de rendre visite aux quatre planètes gazeuses du Système solaire : Jupiter, Saturne, Uranus et Neptune. À l'origine, la NASA ne disposait pas d'un financement suffisant pour prolonger la recherche au-delà de Saturne, mais les ingénieurs américains avaient programmé pour Voyager 2 une trajectoire incluant le survol d'Uranus et de Neptune. Chaque survol rapproché d'une de ces planètes géantes donnait une accélération suffisante aux sondes pour les propulser au voisinage de la planète suivante, selon la technique d'assistance gravitationnelle ou de « fronde gravitationnelle ».
Durant la première phase de sa mission, Voyager 1 a survolé Jupiter le 5 mars 1979 à 350 000 km de la planète et Saturne le 12 novembre 1980 à une distance de 124 000 km. Elle a par la suite quitté le plan de l'écliptique en prenant de l'avance sur Voyager 2 et poursuivi sa route pour aller à la rencontre de l'héliopause. Le 17 février 1998, Voyager 1 est devenu l'objet le plus distant de la Terre jamais envoyé dans l'espace en battant un record établi précédemment par la sonde Pioneer 10. Elle est à plus de 18 heures-lumière de la Terre (début 2016, il fallait plus de 37 heures aux signaux pour faire l'aller-retour entre Voyager 1 et la Terre).
Voyager 2 a survolé Jupiter le 9 juillet 1979 à 71 400 km de la planète et Saturne le 25 août 1981 à une distance de 101 000 km, puis les ingénieurs de la NASA comprirent que Voyager 2 serait probablement capable de voler jusqu'à Uranus avec tous ses instruments en ordre de marche. Ce fut chose faite le 24 janvier 1986 avec un survol de la planète à 107 000 km, Voyager 2 réussissant à transmettre à la NASA des photos et données uniques de cette planète, de ses lunes et champs magnétiques. Après son passage à 48 000 km de Neptune le 25 août 1989, Voyager 2, au bout de ces 12 ans de voyage, prit à son tour une direction la faisant sortir du Système solaire.

### Principaux événements des missionsVoyager 1et2
| Date                  | Engin spatial | Événement                                 | Description |
| --------------------- | ------------- | ----------------------------------------- | --- |
| 20 août 1977          | Voyager 2     | Lancement                                 | Lancement par une fusée Titan-IIIE / Centaur |
| 5 septembre 1977      | Voyager 1     | Lancement                                 | Lancement par une fusée Titan-IIIE / Centaur |
| 9 mars 1979           | Voyager 1     | Survol de Jupiter                         | Découverte des volcans de Io, des anneaux ténus de la planète géante et de deux nouvelles lunes de petite taille (Thébé et Métis). |
| 9 juillet 1979        | Voyager 2     | Survol de Jupiter                         | Découverte d'une nouvelle lune (Adrastée), prise d'images de la surface d'Europe qui révèlent que la lune comporte peut-être des océans d'eau liquide sous sa croûte de glace. |
| 9 novembre 1980       | Voyager 1     | Survol de Saturne                         | Découverte de 3 lunes (Atlas, Prométhée et Pandore) et des spokes dans les anneaux de Saturne. La surface d'Encelade se révèle particulièrement brillante tandis que la lune principale Titan présente une atmosphère épaisse riche en azote qui suggère la présence de lacs de méthane et d'éthane liquide à sa surface. Voyager quitte le plan de l'écliptique et entame son périple qui lui fait quitter le système solaire.                           |
| 25 août 1981          | Voyager 2     | Survol de Saturne                         | Survol à faible distance de plusieurs lunes dont Téthys et Japet, prise d'images d'Encelade qui présente une surface à moitié jeune et à moitié ancienne. Découverte du motif nuageux hexagonal qui occupe le pôle nord de Saturne. |
| 24 janvier 1986       | Voyager 2     | Survol de Uranus                          | Pour la première fois, un engin spatial survole la 7e planète du système solaire. Découverte de 11 petites lunes. La sonde spatiale prend des images spectaculaires de la lune Miranda. Les instruments montrent que le pôle magnétique de la planète et son axe de rotation sont pratiquement dans le plan de l'écliptique. |
| août 1987             |               | Amélioration du réseau Deep Space Network | Les trois antennes paraboliques chargées de la communication avec les sondes spatiales Voyager sont désormais toutes équipées d'une antenne parabolique de grande taille (64 à 70 mètres) pour permettre le recueil du signal radio toujours plus faible. |
| 25 août 1989          | Voyager 2     | Survol de Neptune                         | Pour la première fois, un engin spatial survole la 8e planète du système solaire. Découverte de 6 nouvelles lunes, premières images des anneaux de Neptune, de la lune Triton. La sonde spatiale quitte le plan de l'écliptique. |
| octobre-décembre 1989 | Voyager 2     | Extinction des caméras                    | Les caméras ISS sont éteintes pour limiter l'énergie consommée. |
| 14 février 1990       | Voyager 1     | Portrait de famille                       | La caméra de la sonde spatiale effectue une série de photos du système solaire dont la Terre qui se présente comme un point bleu pâle. |
| 17 février 1998       | Voyager 1     | Nouveau record de distance                | La sonde spatiale dépasse Pioneer 10 et établit un nouveau record d'éloignement de la Terre. |
| 16 décembre 2004      | Voyager 1     | Franchissement du choc terminal           | La sonde spatiale pénètre dans l'héliogaine, une région de l'espace où le vent solaire est ralenti par le milieu interstellaire. |
| 30 août 2007          | Voyager 2     | Franchissement du choc terminal           | |
| 25 août 2012          | Voyager 1     | Franchissement de l'héliopause            | La sonde spatiale entre dans le milieu interstellaire constitué des vents stellaires des astres proches et des nuages de gaz entre ces astres. Le franchissement de cette limite est confirmé le 9 avril 2013 lorsqu'une éjection de masse coronale par le Soleil fait entrer en résonance la région de l'espace que traverse la sonde spatiale permettant à celle-ci de mesurer sa densité 40 fois supérieure aux mesures antérieures au franchissement. |
| 1er décembre 2017     | Voyager 1     | Basculement de la Propulsion              | Les propulseurs de correction de trajectoire sont remis en marche et serviront à pointer l'antenne de communication vers la Terre, pour pallier les insuffisances des propulseurs correcteurs d'assiette. |
| 5 novembre 2018       | Voyager 2     | Franchissement de l'héliopause            | |
| 8 juillet 2019        | Voyager 2     | Basculement de la Propulsion              | Les propulseurs de correction de trajectoire sont remis en marche et serviront à pointer l'antenne de communication vers la Terre, pour pallier les insuffisances des propulseurs correcteurs d'assiette. |
| 12 juillet 2019       | Voyager 2     | Coupure du Chauffage du CRS               | Par mesure d'économie des ressources électriques, les ingénieurs du JPL ont décidé de couper le chauffage du CRS (cosmic ray subsystem instrument). |

### Résultats scientifiques
Le programme Voyager est sans doute la mission d'exploration du Système solaire la plus fructueuse de toute l'histoire spatiale sur le plan scientifique. Les sondes Voyager ont été les premières à effectuer un survol d'Uranus et de Neptune et les deuxièmes à étudier Jupiter et Saturne. Voyager 1 et 2 ont permis d'obtenir pour la première fois un profil détaillé des atmosphères de Jupiter, de Saturne et d'Uranus, et ont amélioré notre compréhension de la composition de l'atmosphère de Jupiter. Les sondes Voyager ont révélé de nombreux détails sur les anneaux de Saturne, notamment les pokes de l'anneau B et la structure en tresse dans l'anneau F. Les sondes spatiales ont découvert les anneaux de Jupiter, et deux nouveaux anneaux ont été identifiés autour d'Uranus. Les arcs (anneaux partiels) de Neptune se sont révélés être des anneaux complets, composés d'un matériau particulièrement fin. Des tempêtes à grande échelle, dont la Grande Tache sombre, ont été découvertes dans l'atmosphère de Neptune, alors qu'on considérait que celle-ci était trop froide pour produire de telles perturbations. Les sondes ont découvert en tout 22 nouvelles lunes orbitant autour des planètes extérieures : trois autour de Jupiter, trois autour de Saturne, dix autour d'Uranus et six autour de Neptune. Des mesures plus fines des magnétosphères de Jupiter et de Saturne ont été effectuées. Les magnétosphères d'Uranus et de Neptune ont été découvertes et présentent un décalage important par rapport aux l'axe de rotation de ces planètes, ce qui suggère une source très différente de celle des autres magnétosphères.
La plus grande surprise du programme a été la découverte de volcans en activité à la surface de Io, bien que ce phénomène ait été prédit peu avant son observation : pour la première fois, un tel phénomène était observé dans le système solaire ailleurs que sur Terre. Des photos de panaches de neuf volcans montant jusqu'à 300 kilomètres au-dessus de la surface ont été prises par les deux sondes. L'énergie nécessaire à l'activité de ces volcans émane d'un échauffement interne du satellite, provoqué par les effets de marée qu'engendre l'orbite elliptique du satellite autour de Jupiter, qui se perpétue du fait d'un phénomène de résonance avec les autres lunes.
Les sondes ont également découvert sur Europe, un autre satellite de Jupiter, une surface peu marquée par les cratères d'impact qui trahit un remodelage récent. Un réseau de multiples coutures, balafrant comme autant de lignes de fracture la surface, correspond, selon l'hypothèse élaborée à l'aide des données recueillies plus tard par la sonde Galileo, à une croûte de glace d'une vingtaine de kilomètres d'épaisseur recouvrant un océan souterrain. Enfin, les sondes ont découvert la présence d'une atmosphère très épaisse et très dense autour de Titan, le principal satellite de Saturne, et les geysers de Triton, la plus grosse lune de Neptune.

## Deuxième partie de la mission: aux frontières du système solaire

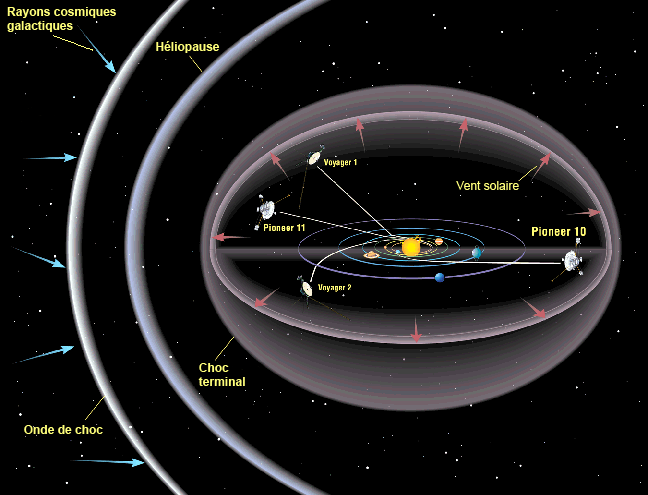
L'héliosphère, l'onde de choc, l'héliopause et le milieu interstellaire.

### MissionVoyager Interstellar Mission(VIM)
En effectuant le dernier survol des planètes gazeuses, les sondes Voyager ont achevé leur mission première. Compte tenu de la bonne santé des deux sondes spatiales, la NASA a décidé de prolonger la mission par une nouvelle mission baptisée Voyager Interstellar Mission (VIM), destinée à collecter des données sur la région de l'espace située au-delà des planètes externes tout en restant sous l'influence du Soleil. Cette exploration sera prolongée si possible au-delà de l'héliopause, c'est-à-dire de la région représentant la frontière avec l'espace interstellaire libre de toute influence du Soleil. Cette nouvelle mission commence en 1989 alors que Voyager 1 se trouve à 40 unités astronomiques (1 au est égale à la distance Terre-Soleil, soit 150 millions de kilomètres) de la Terre, et Voyager 2 à 31 au. La nouvelle mission est divisée en trois phases :
- la recherche du choc terminal, qui délimite la région de l'espace dite héliosphère, englobant les planètes du Système solaire et où le vent solaire n'est pas perturbé par le milieu stellaire ;
- l'étude de l'héliogaine, une région de l'espace où le vent solaire est toujours présent mais est ralenti par le milieu interstellaire. Sa limite extérieure est l'héliopause ;
- l'exploration du milieu interstellaire constitué des vents stellaires des astres proches et des nuages de gaz entre ces astres.

Les deux sondes Voyager, ainsi que Pioneer 10, sont les premiers engins conçus par l'homme à se diriger vers l'extrême frontière du Système solaire, qui est englobé dans l'héliosphère. Cette dernière est une sorte d'immense bulle balayée par les particules très énergétiques émises par le Soleil. Au-delà, les petits engins rencontreront l'héliopause, la zone qui constitue la limite entre l'héliosphère et le milieu interstellaire. En théorie, les astronomes placent l'héliopause à une distance de 100 unités astronomiques par rapport au Soleil, mais ils ignorent encore sa forme exacte ainsi que les caractéristiques précises de ce milieu.
Dans la dernière phase, les sondes pourront mesurer les particules et ondes interstellaires non affectées par les vents solaires, une première dans l'histoire de l'exploration spatiale. Voyager 1 devrait passer dans la périphérie de l'étoile « AC+79 3888 » dans la constellation de la Girafe dans 40 000 ans et Voyager 2 rendre visite à Sirius, la plus brillante des étoiles de notre ciel, dans 296 000 ans.
Une fois franchie cette frontière, les Voyager feront partie, avec les sondes Pioneer, des tout premiers objets fabriqués par l'homme à naviguer hors de la bulle de protection du Soleil. Même si les signaux des Voyager mettent plusieurs dizaines d'heures à nous parvenir, les chercheurs espèrent bien obtenir des informations sur la densité du nuage interstellaire, sur les radiations qui le traversent et dont l'héliosphère nous protège. On ignore notamment la densité de toute une classe de particules relativement énergétiques, qui peuvent faire des dégâts sur les êtres humains - dans le cadre futuriste d'un voyage interstellaire - et sur le matériel électronique des sondes.
Depuis 2019, afin de prolonger au maximum les capacités des deux sondes, un plan spécial a été mis en place par les ingénieurs du Jet Propulsion Laboratory, en accord avec les directeurs de la mission. Un arbitrage est nécessaire entre les différentes consommations électriques, pour contrer la perte naturelle de puissance des générateurs thermoélectriques à radioisotope fonctionnant au plutonium 238, estimée à 4 W/an sur une puissance de départ de 470 W. Dans ce cadre, le système de chauffage du CRS est désactivé dès juillet 2019, et la directrice de projet, Suzanne Dodd, n’exclut aucune option dans le futur afin de préserver au mieux les capacités scientifiques des deux sondes.

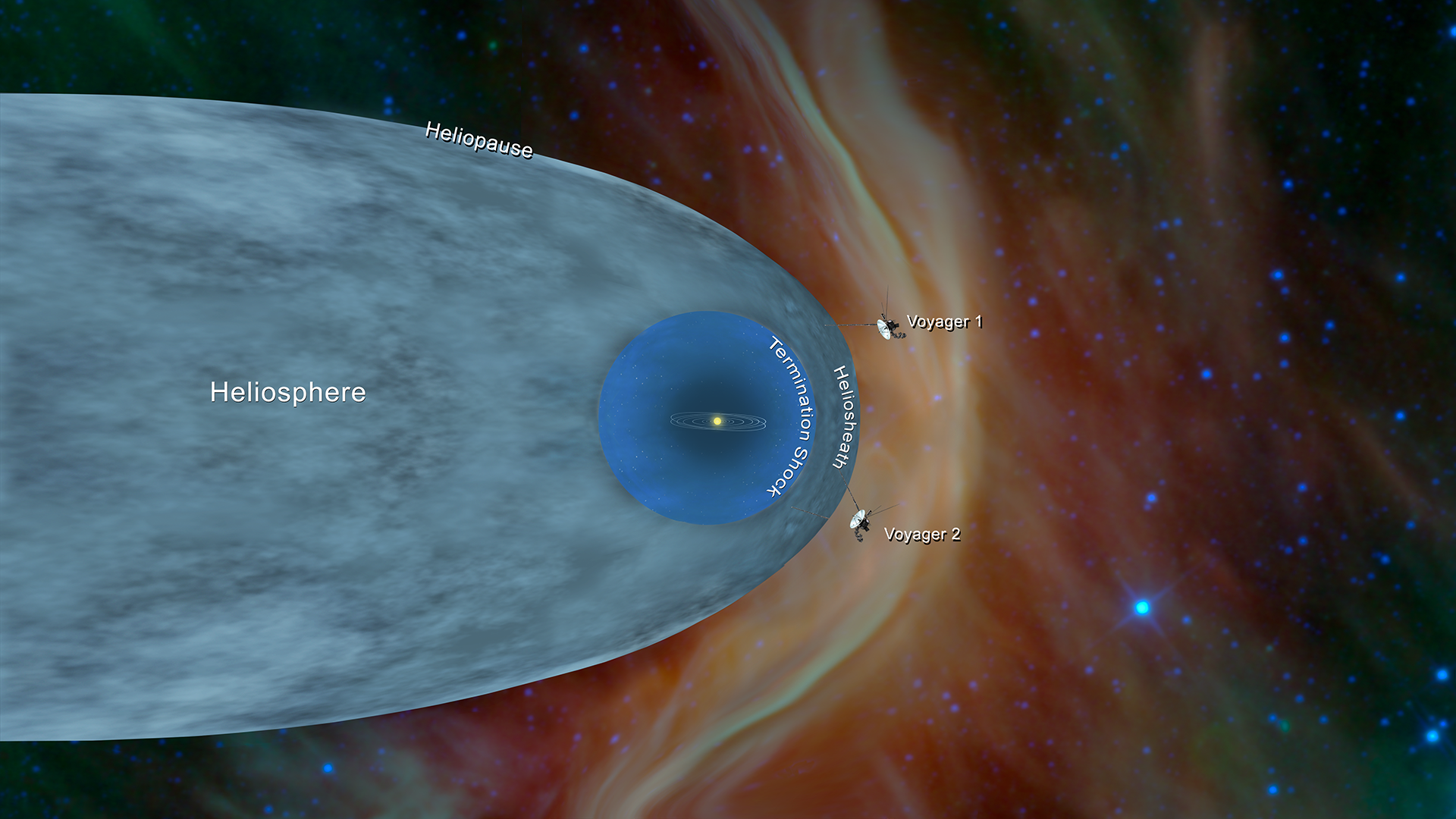
Positions de Voyager 1 et 2 en 2018.

Voyager 1 est plus éloigné de la Terre que tout autre engin jamais lancé par l'homme dans l'espace, et continue de s'éloigner à la vitesse de 17 km/s. Les deux sondes continuent à envoyer des données qui sont reçues par le réseau d'antennes de la NASA (Deep Space Network), dans le cadre d'un projet qui a été rebaptisé Mission interstellaire Voyager. Le coût total de la mission Voyager, incluant le lancement et le suivi des sondes, s'établit aujourd'hui à 895 millions de dollars, dont une rallonge budgétaire de 30 millions accordée par la NASA en 1990 pour la poursuite de la mission.
« En mai 2005, il est apparu que la sonde Voyager 1 était entrée, depuis décembre 2004, dans la frontière qui sépare le Système solaire du milieu interstellaire. Sa jumelle, Voyager 2, l'y a suivie en août 2007. » Voyager 1, la plus rapide et la plus éloignée des deux sondes, se situait à la date du 12 mars 2025 à une distance proche de 25 milliards de kilomètres de la Terre.

### Déroulement
La publication dans la revue Science du 23 septembre 2005 d'une série d'articles concordants officialise l'événement : depuis le 16 décembre 2004, Voyager 1 est la première création humaine à naviguer au-delà de l'une des principales frontières du Système solaire, l'héliosphère. Cette frontière, le choc terminal, se trouve à environ 14,1 milliards de kilomètres du Soleil, soit 94 unités astronomiques. Voyager 1 doit à une chance inouïe la possibilité de témoigner de ces phénomènes. Car, dans les années 1970, ses concepteurs ignoraient tout de l'orientation de l'hėliosphère du Soleil par rapport à la Voie lactée. De ricochet en ricochet autour des planètes visitées, le hasard a voulu que la sonde quitte le Système solaire par l'avant, vers le nez que forme l'héliosphère en rencontrant la résistance du milieu interstellaire (direction où l'hėliopause est au plus proche du soleil).
Le 15 août 2006, Voyager 1 a dépassé la barrière symbolique des 100 au de distance par rapport au Soleil, soit 15 milliards de kilomètres. De son côté, Voyager 2 a franchi le choc terminal le 30 août 2007. La sonde était alors située à environ 84 au du Soleil. Elles poursuivent leur route aux confins du Système solaire, vers la zone que l'on appelle l'héliopause, ou limite de l'influence du vent solaire. Voyager 1 a dépassé officiellement Pioneer 10 le 17 février 1998, devenant l'objet le plus distant de la Terre jamais envoyé dans l'espace. Les sondes s'éloignent dans l'espace à des vitesses vertigineuses : 17 kilomètres par seconde (61 200 km/h) pour Voyager 1, et 15 km/s (54 000 km/h) pour Voyager 2 . Ces vitesses leur permettent de parcourir plus de 500 millions de kilomètres par an. Elles envoient encore des données, qui sont collectées par le réseau de communication avec l'espace lointain (DSN) de la NASA, dans le cadre du programme Mission interstellaire Voyager.

### Dans l'espace interstellaire
La NASA confirme le 12 septembre 2013, après analyse des données recueillies par la sonde, que Voyager 1, à plus de 18 milliards de kilomètres du Soleil, a quitté la zone d'influence directe de ce dernier, l'héliosphère (zone de prédominance magnétique, la sonde étant toujours dans la zone de prédominance gravitationnelle de notre étoile),. Elle se trouve désormais dans l'espace interstellaire.

## Deux bouteilles dans l'infini

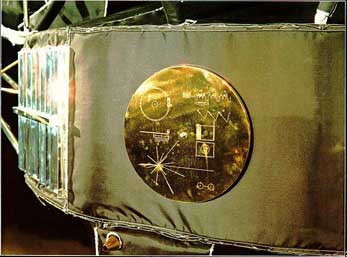
Le disque de Voyager 2.

Les deux sondes Voyager, comme les sondes Pioneer 10 (1972) et 11 (1973) qui les ont précédées, transportent de manière symbolique un message tentant de résumer quelques informations-clés sur l'humanité. Ces données sont gravées sur un disque de cuivre, qui est accompagné d'une cellule et d'une aiguille permettant de le lire. Les données, sélectionnées par un comité présidé par l'astrophysicien Carl Sagan, comprennent une série de 116 photos de différents lieux symboliques sur Terre, des schémas donnant la position de la Terre dans le Système solaire, une sorte de pierre de Rosette qui définit le système numérique en usage, les unités employées en physique, et des extraits sonores comprenant 27 morceaux de musique et des enregistrements variés reflétant l'activité humaine. Les sondes s'approcheront pour la première fois d'une étoile dans 40 000 ans.

## Dans la culture
L'Entité V'Ger est au cœur de l'intrigue du film Star Trek, le film (1979), réalisé par Robert Wise. V'Ger y est une ancienne sonde Voyager ayant quitté le Système solaire et cherchant un contact humain.
Dans la série allemande The Signal, l’intrigue implique une ancienne sonde Voyager.